# St Catherine's Fort
Ne doit pas être confondu avec Fort Sainte-Catherine.
St Catherine's Fort est une forteresse du XIXe siècle, un fort de Palmerston, situé sur l'île Sainte-Catherine, à Tenby, dans le pays de Galles.

## Histoire

### Conception
Le fort a été recommandé par la Commission royale sur la défense du Royaume-Uni créée en 1859 par Lord Palmerston, en réponse à une menace d'invasion par l'empereur Napoléon III de France. En considérant la défense du Royal Dockyard à Pembroke Dock et le mouillage de Milford Haven, les commissaires estimaient qu'une force ennemie risquait de lancer un débarquement sur une plage de la côte sud du Pembrokeshire et attaquer les installations navales par voie terrestre. Les commissaires ont envisagé une chaîne de forts d'artillerie côtière s'étendant le long de la côte, de Tenby à Freshwater West couvrant tous les sites de débarquement potentiels. En fait, seul le fort de Tenby a été construit.

### Construction
L'île Sainte-Catherine a été adjugée à la Corporation of Tenby pour 800 £ en 1866. 
En 1867, les travaux ont consisté à nettoyer le site et à construire les pentes et les grues pour la tâche colossale consistant à déplacer des blocs de granite sur l'île. 
La construction a été entreprise par un constructeur local, George Thomas de  Pembroke, sous la supervision de trois ingénieurs royaux, le colonel W. Llewelyn Morgan, le capitaine Fredrick Clements et le sergent Gibbs.
En 1870, les travaux étaient terminés, pour un coût de 40 000 £, mais le fort était non armé. Le bouclier des armes à feu fut finalement installé en 1886. Cette année-là, un rapport de la Commission de la défense estime les armes lourdes de 9 pouces « inutiles ».

### Description
La conception du fort est attribuée au colonel William Jervois.
Il s’agit d’une simple œuvre rectangulaire, composée de trois casemates sur deux côtés opposés, permettant aux RML canons de 7 pouces de tirer à travers des boucliers de fer. 
Trois autres plates-formes pour RML canons  de 9 pouces 12 tonnes sont situées sur le toit. 
Les canons faisant face au nord devaient couvrir le port de Tenby et la plage en direction de Saundersfoot, tandis que ceux orientés au sud couvraient la plage en direction de Penally.
L’entrée à l’ouest (côté terre) du fort est rendue accessible par un pont-levis surmontant un fossé fortifié. Elle est défendue par deux caponiers ou « galeries de flanc », chacun des trois étages étant percé de meurtrières pour les armes à feu légères.
À l'extrémité est, au niveau du sous-sol, se trouvent les magasins à poudre et les projectiles. Le fort était prévu pour loger 150 hommes.

### Utilisation
En 1895, le contrôle du fort passe à la Royal Naval Reserve qui installe un seul BLC 5 pouces sur une « plateforme de compression de Youngman », apparemment pour l'entraînement. En 1907, le fort est mis hors service et vendu à la famille Windsor Richards qui le transforme en maison privée. Les boucliers des armes à feu ont été remplacés par des fenêtres et l'intérieur a été richement décoré bien que l'armée ait apparemment occupé le fort pendant la Première Guerre mondiale.
Au cours de la Seconde Guerre mondiale, le fort est acheté en 1940 et le contenu de la maison est vendu aux enchères par Harrods. Pendant la guerre, une batterie anti-aérienne est installée devant le fort. Parmi les unités qui le desservent figurent les Royal Marines, 4e batterie de défense et une batterie antiaérienne légère de la Royal Artillery, un détachement de l’armée belge, la Home Guard et un détachement d'Air Sea Rescue de la RAF.
Après la guerre, le fort est de nouveau mis hors service et vendu à un avocat local qui le confie à divers locataires, dont Norman Lewis, l'auteur. Il est vendu à nouveau en 1962. En 1968, le fort est ouvert en tant que zoo ; en 1979, le zoo est transféré dans de nouveaux locaux en laissant le fort vide.
Il devient un bâtiment classé en 1951 parce qu'il est considéré comme un important fort naval du XIXe siècle, « superbement construit et bien en vue ».

## Actuellement

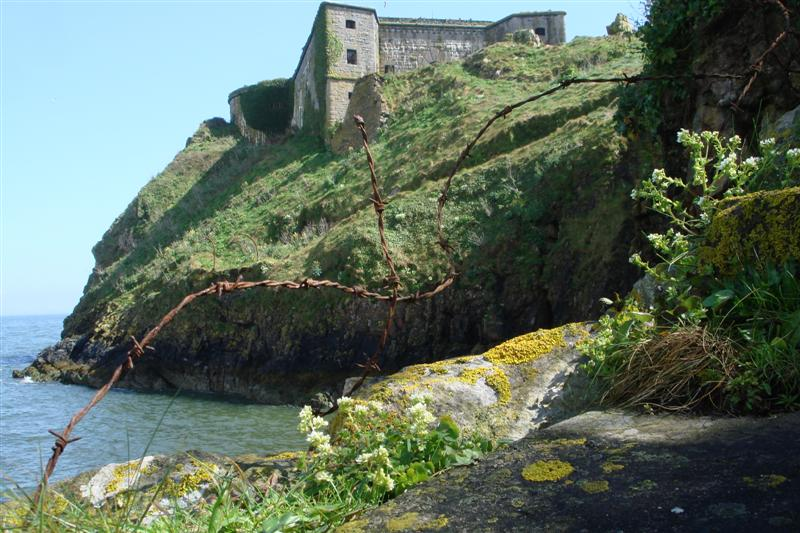
La forteresse Sainte-Catherine, vue à partir des marches inférieures.

Le fort de Sainte-Catherine est de nouveau ouvert au public depuis mars 2019 après deux ans de préparation et travaux divers, restauration, réparations, et attente d’autorisations administratives.
En mai 2015, il est annoncé que l'Autorité du parc national côtier du Pembrokeshire a approuvé une demande de réouverture du site au public, en raison des avantages économiques que cela apporterait à la région. Le site contiendra une promenade dans la nature, des débarquements de bateaux, des points de vente et de restauration, en plus de la visite. Pendant les réparations, le fort est ouvert le week-end pendant la période des fêtes, en fonction des marées.
En 2016, Le Dernier Problème, le troisième et dernier épisode de la quatrième série de la série télévisée BBC Sherlock est tourné sur l’île. En août 2016, le fort a de nouveau été fermé au public, confronté à un « avenir incertain ».

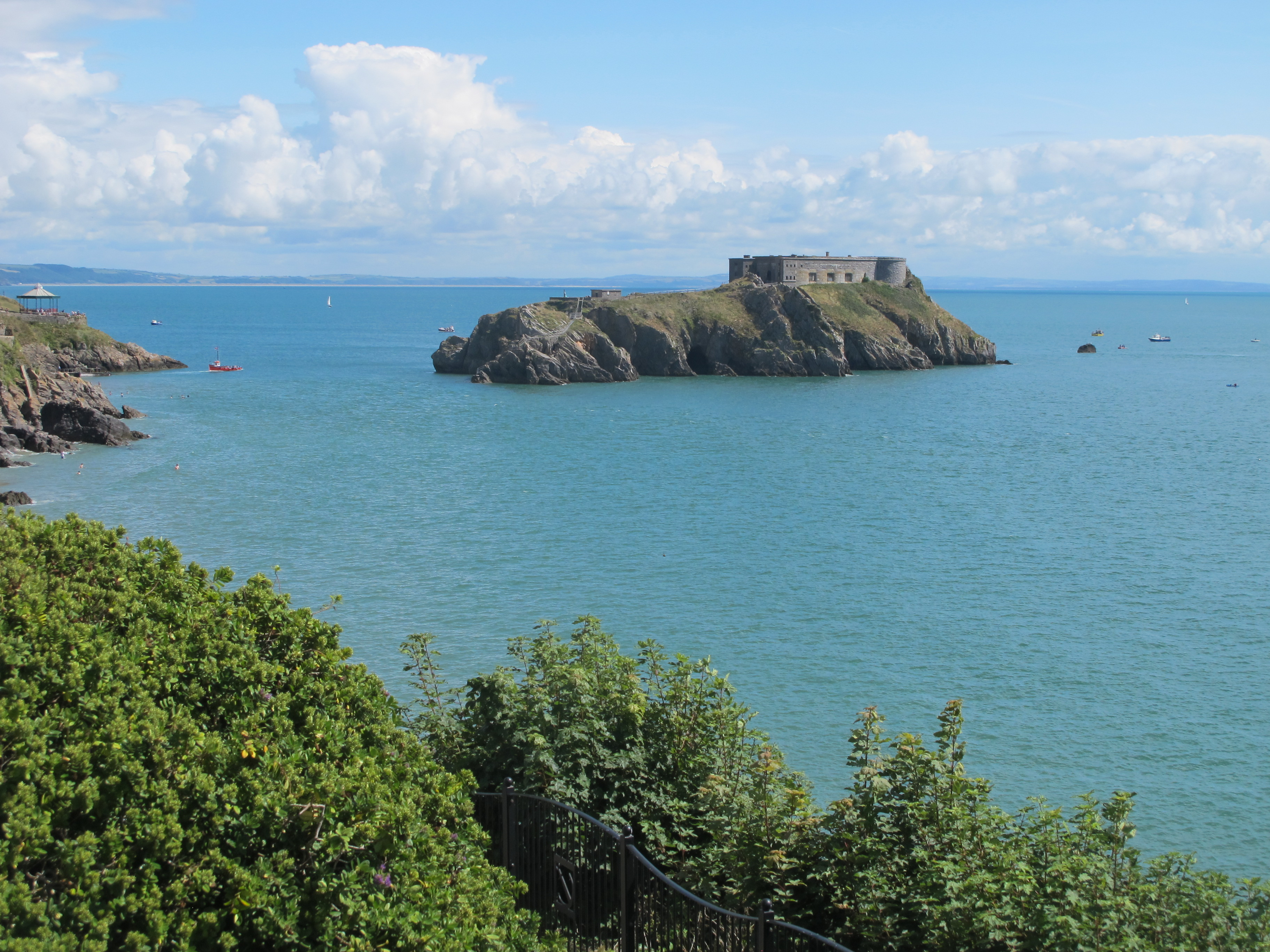
Côté sud.
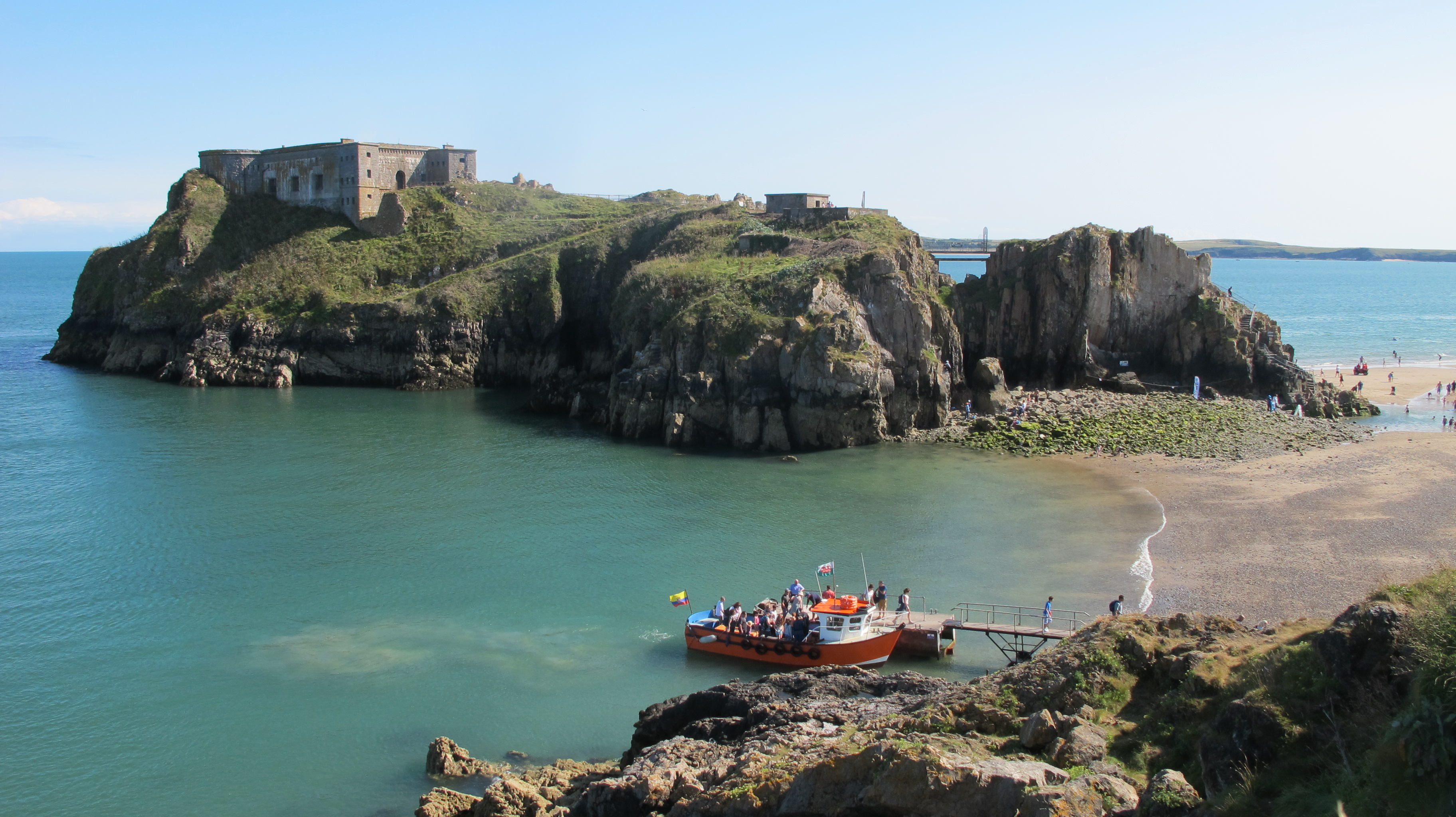
Côté nord.
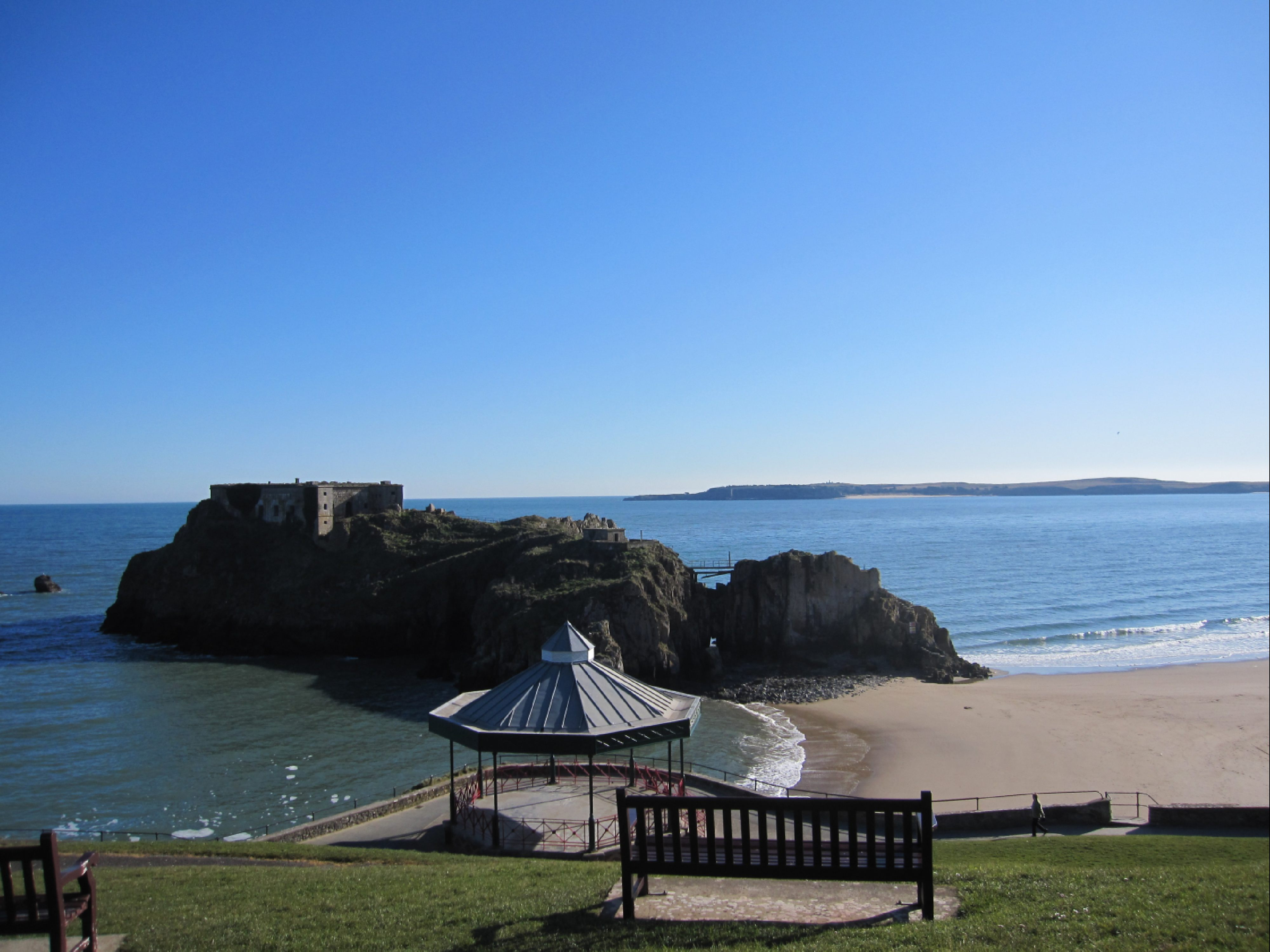
Vu de Castle Hill à Tenby.